# Leuzea
Leuzea és un gènere de plantes angiospermes de la família de les asteràcies. Són plantes natives del nord d'Àfrica, Macaronèsia, Europa i Àsia.

## Taxonomia

### Espècies
Dins del gènere Leuzea es reconeixen les 26 espècies següents:
- Leuzea acaulis (L.) Holub
- Leuzea altaica Link
- Leuzea annae-bentiae (Rech.f.) Holub
- Leuzea aulieatensis (Iljin) Holub
- Leuzea australis Gaudich.
- Leuzea berardioides Batt.
- Leuzea carthamoides (Willd.) DC.
- Leuzea caulescens (Coss. & Balansa) Holub
- Leuzea centauroides (L.) Holub - cardassot[2]
- Leuzea chinensis (S.Moore) Susanna
- Leuzea conifera (L.) DC. - pinya de Sant Joan[3]
- Leuzea cynaroides (C.Sm.) Font Quer ex G.López
- Leuzea exaltata Cutanda ex Willk.
- Leuzea insignis (Boiss.) Holub
- Leuzea integrifolia (C.Winkl.) Holub
- Leuzea karatavica (Regel & Schmalh.) Holub
- Leuzea longifolia Hoffmanns. & Link
- Leuzea lyrata (C.Winkl. ex Iljin) Holub
- Leuzea namanganica (Iljin) Holub
- Leuzea nana (Lipsky) Holub
- Leuzea nitida (Fisch. ex DC.) Holub
- Leuzea pulchra (Fisch. & C.A.Mey.) Holub
- Leuzea pusilla Spreng.
- Leuzea repens (L.) D.J.N.Hind
- Leuzea rhapontica (L.) Holub
- Leuzea uniflora (L.) Holub